# NGC 5119
NGC 5119 é uma galáxia espiral (S?) localizada na direcção da constelação de Virgo. Possui uma declinação de -12° 16' 34" e uma ascensão recta de 13 horas, 24 minutos e 00,3 segundos.
A galáxia NGC 5119 foi descoberta em 6 de Maio de 1836 por John Herschel.